# Friedenskirche, Hillbrow
Friedenskirche eller Church of Peace ligger vid 30, Edith Cavell Street i Johannesburg, Sydafrika och inhyser Deutsch-Evangelische Gemeinde zu Johannesburg (tysk-evangeliska församlingen i Johannesburg).

## Historik
Församlingen bildades 1888 efter att en minnesgudstjänst hade hållits den 20 mars av den lokala missionären Hermann Kuschke för Kaiser Vilhelm I i Tyska riket, som hade avlidit den 9 mars. Två år senare hade man byggt en liten kyrka på en plats som skänkts till församlingen av sydafrikanska republikens regering. Denna byggnad betjänade dem i tjugotvå år.

## Kyrkobyggnaden
Nuvarande kyrka uppfördes 1912 och invigdes den 22 september samma år. Ritningarna var utförda av den schweiziskfödda arkitekten Theophile Schaerer. Byggnaden är utformad i nyromansk stil men innehåller element i andra klassiska stilar.
Kyrkans höga klocktorn syns väl över Twist Street och är fortfarande ett landmärke trots att höga hus finns i närheten.

## Kyrkans fortsatta historia
Friedenskirche har i många år varit ett centrum för det tyska kulturlivet. Med i och med att befolkningens sammansättning i Hillbrow började förändras på 1980-talet såg församlingen en nedgång bland tyskspråkiga medlemmar. Livliga engelska gudstjänster lockar ett växande antal svarta stadsbor, som kommer från hela Sydafrika och andra afrikanska länder. Församlingen har gjort ett medvetet beslut att vara en plats för fred och välbefinnande för alla människor i samhället. Församlingen har bestämt sig för att möta utmaningen att vara en innerstadskyrka och har lanserat ett uppdragsprojekt 1998, med inriktning mot de missgynnade boende i Hillbrow, särskilt barn och ungdomar.